# ATP5D
ATP5D (англ. ATP synthase, H+ transporting, mitochondrial F1 complex, delta subunit) – білок, який кодується однойменним геном, розташованим у людей на короткому плечі 19-ї хромосоми. Довжина поліпептидного ланцюга білка становить 168 амінокислот, а молекулярна маса — 17 490.
| 10         |  | 20         |  | 30         |  | 40         |  | 50         |
| ---------- |  | ---------- |  | ---------- |  | ---------- |  | ---------- |
| MLPAALLRRP |  | GLGRLVRHAR |  | AYAEAAAAPA |  | AASGPNQMSF |  | TFASPTQVFF |
| NGANVRQVDV |  | PTLTGAFGIL |  | AAHVPTLQVL |  | RPGLVVVHAE |  | DGTTSKYFVS |
| SGSIAVNADS |  | SVQLLAEEAV |  | TLDMLDLGAA |  | KANLEKAQAE |  | LVGTADEATR |
| AEIQIRIEAN |  | EALVKALE   |  |            |  |            |  |            |

A: Аланін

D: Аспарагінова кислота

E: Глутамінова кислота

F: Фенілаланін

G: Гліцин

H: Гістидин

I: Ізолейцин

K: Лізин

L: Лейцин

M: Метіонін

N: Аспарагін

P: Пролін

Q: Глутамін

R: Аргінін

S: Серин

T: Треонін

V: Валін

Задіяний у таких біологічних процесах, як транспорт іонів, транспорт, синтез АТФ, транспорт протонів, ацетилювання. 
Локалізований у мембрані, мітохондрії, внутрішній мембрані мітохондрії.